# Киселёв, Валерий Иванович
Вале́рий Ива́нович Киселёв (16 декабря 1942, Иркутск, СССР — 7 ноября 2020, Барнаул, Россия) — советский и российский учёный-физиолог, член-корреспондент РАМН (1997), член-корреспондент РАН (2014).

## Биография
Родился 16 декабря 1942 года в Иркутске.
В 1966 году — окончил лечебный факультет Алтайского государственного медицинского университета, где в дальнейшем продолжил свою трудовую и научную карьеру, пройдя путь от аспиранта до декана лечебного факультета (1972).
В 1984 году — защитил докторскую диссертацию.
В 1986 году — присвоено учёное звание профессора.
С 1989 по 1990 годы — возглавил НИС АГМИ, с 1990 по 1993 годы — директор НИЦ АГМУ.
С 1993 по 1997 годы — директор НИИ региональных медико-экологических проблем (РМЭП), с 1997 года — научный руководитель НИИ РМЭП.
В 1997 году — избран членом-корреспондентом РАМН.
В 2014 году — стал членом-корреспондентом РАН (в рамках присоединения РАМН и РАСХН к РАН).

## Научная деятельность
Область научных интересов: экологическая физиология, популяционное здоровье и факторы, его определяющие, нейро-гуморальная регуляция висцеральных систем, двигательная активность, механизмы её регуляции.
Провел значительную работу по расширению международных связей университета, инициатор заключения комплексных договоров о научном сотрудничестве с университетами Европы и Азии.
Один из инициаторов медико-экологических исследований по изучению влияния ядерных испытаний на здоровье населения, послуживших основой Указа Президента РФ «О социальной защите граждан, подвергшихся радиационному воздействию вследствие ядерных испытаний на Семипалатинском полигоне» и двух федеральных законов «О социальной защите граждан, подвергшихся радиационному воздействию вследствие ядерных испытаний на Семипалатинском полигоне».
Автор около 300 научных публикаций, в том числе 14 монографий (три из которых опубликованы в странах ЕС и США), двухтомного учебника для студентов вузов «Основы физиологии человека», первого в РФ двухтомника учебных программ для ЭВМ по курсу нормальной физиологии.
Научный руководитель и консультант 20 кандидатских и докторских диссертаций.

## Награды
- Медаль «В ознаменование 100-летия со дня рождения Владимира Ильича Ленина» (1970)
- Медаль «За трудовую доблесть»
- Медаль «За освоение целинных земель» (1974)
- Медаль «За трудовое отличие» (1976)
- Заслуженный работник высшей школы Российской Федерации (1999)[3]
- Памятная Анохинская медаль «За активное внедрение системного подхода в нормальную физиологию» (2003)
- Почетный знак Алтайской ТПП «Золотой Меркурий» (2006)
- Юбилейный знак «280 лет городу Барнаулу» (2010)
- Медаль «За заслуги перед обществом» (2014)
- Медаль ордена «За заслуги перед Отечеством» II степени (2018) [4]